# Skała 1911 Stryj
Skała 1911 Stryj (ukr. Футбольний клуб «Скала 1911» Стрий, Futbolnyj Kłub „Skała 1911” Stryj) – ukraiński klub piłkarski z siedzibą w Stryju w obwodzie lwowskim. Założony w 1911 roku.
W latach 2001–2004 występował w rozgrywkach ukraińskiej Drugiej Lihi, a w latach 1992–1996 i 2004–2006 w rozgrywkach ukraińskiej Pierwszej Lihi.

## Historia
Chronologia nazw:
- 1911: USK Sicz Stryj (ukr. УСК «Січ» Стрий)
- 1912: USK Skała Stryj (ukr. УСК «Скала» Стрий)
- 1936: klub rozwiązano
- 1941: Skała Stryj (ukr. «Скала» Стрий)
- 194?: Spartak Stryj (ukr. «Спартак» Стрий)
- 19??: Maszynobudiwnyk Stryj (ukr. «Машинобудівник» Стрий)
- 19??: Burowyk Stryj (ukr. «Буровик» Стрий)
- 19??: Awanhard Stryj (ukr. «Авангард» Стрий)
- 1989: Skała Stryj (ukr. «Скала» Стрий)
- 1996: Hazowydobuwnyk-Skała Stryj (ukr. «Газовидобувник-Скала» Стрий)
- 2001: Hazowyk-Skała Stryj (ukr. «Газовик-Скала» Стрий)
- 2007: Skała-Ekran Stryj (ukr. «Скала-Екран» Стрий)
- 2008: klub rozwiązano
- 2009: Skała Stryj (ukr. «Скала» Стрий)
- 2009: klub rozwiązano
- 2020: Skała 1911 Stryj (ukr. «Скала 1911» Стрий)

Ukraiński Sportowy Klub (USK) Sicz został założony w Stryju w 1911 roku. W następnym 1912 klub zmienił nazwę na Skała. Zespół uczestniczył w rozgrywkach jednej z lig okręgowych w przedwojennej Polsce. W roku 1936 klub został rozwiązany za propagowany ukraiński nacjonalizm.
Podczas wojny Skała Stryj zdobyła w 1943 roku Mistrzostwo Galicji.
W czasach ZSRR w Stryju odrodzono drużynę piłkarską. Drużyna pod różnymi nazwami (Spartak Stryj, Maszynobudiwnyk Stryj, Burowyk Stryj, Awanhard Stryj) występowała w rozgrywkach Mistrzostw Ukraińskiej SRR zespołów kultury fizycznej.
W 1989 roku klub ponownie został odrodzony. W 1991 roku otrzymał prawo występów w drugiej lidze Mistrzostw ZSRR W tymże roku klub połączył się z klubem Karpaty Kamionka Bużańska. Z nazwą Skała Stryj w roku 1991 debiutował w rozgrywkach profesjonalnych byłego ZSRR.
Od początku rozrywek w niezależnej Ukrainie (1992) klub występował w rozgrywkach ukraińskiej Pierwszej Lihi.
Po sezonie 1995/96 Skała Stryj z przyczyn finansowych zrezygnowała z dalszych rozgrywek. Klub został pozbawiony statusu profesjonalnego.
Jako klub amatorski z nazwą Hazowydobuwnyk-Skała Stryj występował w rozgrywkach Mistrzostw i Pucharu obwodu lwowskiego.
W 2001 roku za inicjatywą Wołodymyra Feka nastąpiło ponowne odrodzenie klubu profesjonalnego. Drugoligowy klub Hazowyk Komarno przeniósł się do Stryja, gdzie połączył się z miejscową drużyną. Od sezonu 2001/02 klub Hazowyk-Skała Stryj występował w rozgrywkach Drugiej Lihi.
W sezonie 2003/04 klub zajął 1. miejsce i zdobył awans.
Podczas zimowej przerwy sezonu 2005/06 główny sponsor klubu – „Naftohaz Ukrainy” – odmówił finansowania klubu, uzasadniając to zmniejszeniem swych dochodów z powodu konfliktu z rosyjskim „Gazpromem”. Większość piłkarzy znalazło pracę w innych klubach. W beznadziejnej sytuacji pomocy Skale udzieliły Karpaty Lwów, które finansowały utrzymanie klubu oraz wypożyczyły swoich piłkarzy do Stryja w rundzie wiosennej.
W sezonie 2005/06 klub zajął 6. miejsce w Pierwszej Lihi, ale był zmuszony zrezygnować z dalszych występów. Klub został pozbawiony statusu profesjonalnego. Jego miejsce zajął klub FK Lwów.
W roku 2007 został odrodzony klub Skała-Ekran Stryj na bazie drużyny amatorskiej Budiwelnyk-Striteks Uhersko. Jednak na początku 2008 główny sponsor Sp.z o.o. „Ekran” zrezygnował z utrzymania klubu i miasto nie było prezentowane w mistrzostwach obwodu lwowskiego.
W 2009 został odrodzony pod nazwą Skała Stryj i jako klub amatorski rozpoczął sezon w rozgrywkach Mistrzostw i Pucharu obwodu lwowskiego. Jednak nie ukończył sezon, przekazując niektórych graczy do nowo utworzonego drugoligowego klubu FK Morszyn. Drużyna reprezentowała miasto Morszyn, ale grała mecze domowe na stadionie Sokił w Stryju, i we wszystkich oficjalnych dokumentach z pierwszej rundy mistrzostw 2009/10 reprezentowała Stryj. Kibice ze Stryja podczas meczów FK Morszyn regularnie rozwijały transparenty z napisem „My nie Morszyn – my Skała”. W lutym 2010 FK Morszyn zmienił nazwę na Skała Morszyn.
W lutym 2011 klub z pobliskiej miejscowości Skała Morszyn przeniosła się do Stryju i miasto ponownie zostało prezentowane w Drugiej Lidze.
W 2020 roku powstał klub Skała 1911 Stryj, który przejął szkółkę piłkarską miasta Stryj i nazwał siebie następcą tradycji stryjskiej piłki nożnej. Klub został założony przez organizację społeczną „Skała 1911”, której jednym z twórców jest Taras Kaniweć, syn ówczesnego burmistrza Stryja Ołeha Kaniwca. Dzięki temu miasto zaczęło pomagać klubowi finansowo i administracyjnie.
W debiutanckim sezonie 2020 zespół startował w I lidze mistrzostw obwodu lwowskiego, awansując na kolejny sezon do Premier-Lihi obwodu lwowskiego. W debiutanckim sezonie 2021 zajął 5. miejsce w Premier-Lidze, a w pucharze obwodu dotarł do ćwierćfinału. W 2022 roku drużyna zajęła 10.miejsce w mistrzostwach obwodu, po czym ubiegała się o udział w amatorskich mistrzostwach Ukrainy w sezonie 2022/23, gdzie dotarła do półfinału. Z kolei w Pucharze Ukrainy wśród amatorów 2022/23 odpadli już w ćwierćfinale.
W 2023 roku powstała spółka o nazwie "FC Skala 1911 Sp. z o.o.", której założycielami byli organizacja pozarządowa „FC Skala 1911” i lokalny przedsiębiorca Roman Rybczyński.
Latem 2023 roku klub zgłosił się do rozgrywek Drugiej ligi (D3). W debiutanckim sezonie 2023/24 zajął 6. miejsce w Drugiej lidze.

## Sukcesy
6 miejsce w Pierwszej Lidze (2 x):
1992, 2005/06

## Inne
- FK Lwów
- Hazowyk-Churtowyna Komarno
- Karpaty Kamionka Bużańska
- Karpaty Lwów